# Admin-Magazin
Das Admin-Magazin (Eigenschreibung: ADMIN-Magazin) war eine plattformübergreifende Fachzeitschrift, welche zuletzt von der Medialinx AG herausgegeben wurde. Sie wandte sich an IT-Administratoren von Linux, Unix und Windows. Ab März 2010 erschien die Fachzeitschrift alle zwei Monate als eigenständige Veröffentlichung, ab Ausgabe 11/2013 wurde sie monatlich veröffentlicht. Im April 2014 wurde das Heft vom Heinemann-Verlag übernommen und in den IT-Administrator integriert.

## Erscheinungsweise
Die Zeitschrift erschien monatlich an jedem zweiten Donnerstag eines Monats und wurde in Deutschland, Österreich und in der Schweiz vertrieben.

## Inhalte
Jeden Monat wurden Schwerpunktthemen behandelt. Diese stammten vor allem aus dem Server-Bereich. Typische Themen waren:
- E-Mail, Antispam, VoIP und Webserver
- Security, Intrusion Detection, Firewalls
- Server- und Netzwerk-Monitoring
- Storage, Backup und Datenbanken
- Virtualisierung, Konsolidierung, Cloud Computing
- heterogene Welten aus Linux-, Unix- und Windows-Systemen
- Skriptprogrammierung und Automatisierung